# Миттельгебирге
Миттельгебирге (нем. Mittelgebirge) — немецкоязычный геоморфологический термин, обозначающий  средневысотные горы (среднегорья) с округлыми или куполообразными вершинами, имеющими, как правило, абсолютную высоту от 500 до 1500 метров. Естественная растительность имеет небольшие различия от окружающих равнин, что связано с  первой ступенью высотной поясности. Если вышеперечисленные условия не соблюдены, то этот термин может быть заменён на другие научные понятия: холмистая местность, пенеплен или плато.
Миттельгебирге относятся к крупным формам рельефа, образующим макрорельеф поверхности земли. Выражение «миттельгебирге» используется как в геоморфологии, так и в геологии, ландшафтоведении, почвоведении, картографии и климатологии. Однако оно является региональным понятием, связанным с геоморфолонией Германии и не имеет общенаучного применения.
Примерами миттельгебирге в Германии являются: Арденны, Баварский Лес, Гарц, Вестервальд, Ротхаргебирге. 
Этот термин иногда применяется по отношению к среднегорьям в пределах высокогорных хребтов (например, в Тирольском среднегорье).
В англоязычной научной литературе некоторые авторы используют свои собственные термины, такие как «medium mountains» (канадский геолог Раймонд А. Прайс, 1981 г.) или «middle mountains» (Айвс, Мессерли и Списс, 1997 г.). Они не связаны с немецким термином «миттельгебирге».